# Edwardsia tecta
Edwardsia tecta is een zeeanemonensoort uit de familie Edwardsiidae. De anemoon komt uit het geslacht Edwardsia. Edwardsia tecta werd in 1889 voor het eerst wetenschappelijk beschreven door Haddon. 